# Bomba eletromecânica

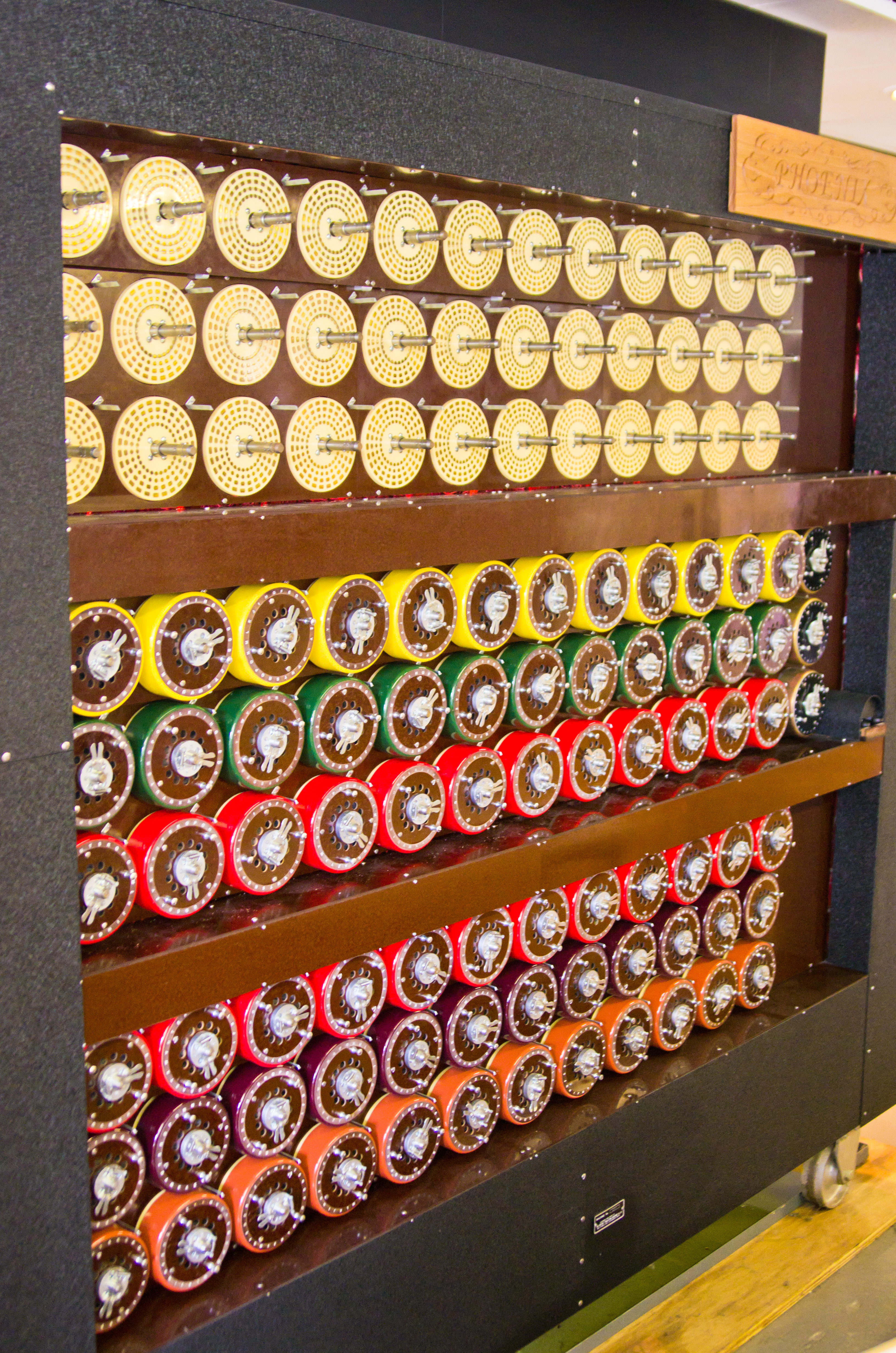
Uma reconstituição da Bomba eletromecânica no museu de Bletchley Park. Concluída em 2007, ela foi oficialmente acionada pelo Príncipe Edward em 17 de Julho de 2008, e em 2009, foi feita uma demonstração prática do seu uso.

A bomba eletromecânica, ou em inglês simplesmente "Bombe" foi a designação de um equipamento eletromecânico utilizado pelos criptologistas britânicos para auxiliar na decodificação das mensagens secretas alemãs criptografadas pela máquina "Enigma", durante a Segunda Guerra Mundial. 

## Histórico

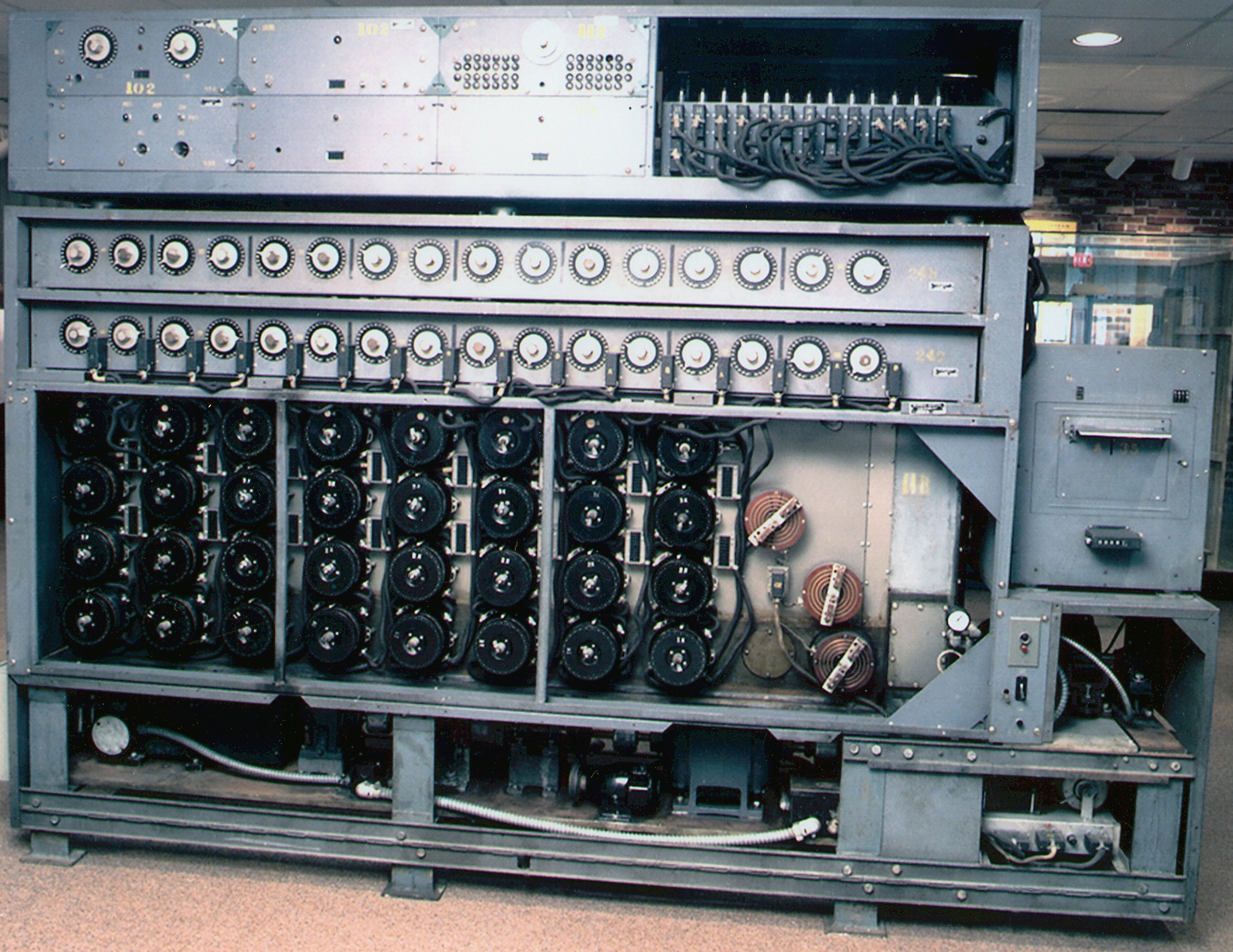
Versão utilizada pela marinha dos estados unidos da Turing-Bombe, utilizada contra a maquina alemã de criptografia Enigma.

O desenho inicial da Bombe foi produzido em 1939 na Government Code and Cypher School (GC&CS) em Bletchley Park por Alan Turing, tendo sofrido um importante refinamento por Gordon Welchman em 1940. O projeto de engenharia e a construção ficaram sob a responsabilidade de Harold Keen da British Tabulating Machine Company. Ela foi resultado do desenvolvimento substancial de um dispositivo criado em 1938 na Polônia no Biuro Szyfrów (Birô de Cifras) pelo criptologista Marian Rejewski, que ficou conhecida por "Bomba criptológica" (em polonês/polaco:  bomba kryptologiczna).
A Bombe foi projetada com a intenção de descobrir algumas das configurações da máquina "Enigma" nas várias redes de telecomunicações militares da Alemanha, especificamente as configurações dos seus rotores quando em uso, posições de início, palavras chave para o processo de criptografia e a posição de alguns dos fios em seus respectivos contatos.